# Prasinocyma permitis
Prasinocyma permitis är en fjärilsart som beskrevs av Louis Beethoven Prout 1932. Prasinocyma permitis ingår i släktet Prasinocyma och familjen mätare. Inga underarter finns listade i Catalogue of Life.